# 産交バス高森営業所
産交バス高森営業所（さんこうバスたかもりえいぎょうしょ）は、かつて熊本県阿蘇郡高森町に存在した九州産交バスの子会社である産交バスの営業所。
かつては、1991年に本体である九州産業交通から地域ごとに分社化され、熊北産交管内の営業所という位置付けがなされていたが、子会社再統合によって2005年4月に産交バスの営業所となった。
2024年6月1日に産交バスの組織改編により阿蘇営業所に統合され廃止。廃止後は阿蘇営業所の出張所という位置付けとなり、それまでの営業所窓口を「高森バスセンター」として、車庫は「産交バス阿蘇営業所高森車庫」としてそれぞれ存続し、車両と乗務員ならびに窓口係員も引き続き駐在している。
現在の営業所は国道325号沿いにある。かつては高森町中心部に営業所があり、この場所には現在当営業所の最寄りバス停「高森中央」がある。当営業所のほかに上益城郡蘇陽町（現山都町）馬見原に駐在車庫（馬見原車庫）があったが、路線廃止と同時に駐在廃止になった。

## 担当路線
主に当営業所を起点として、高森町全域ならびにその周辺（南阿蘇村久木野・長陽エリア）といった南阿蘇地区の大半をカバーしていた。当初は大津方面を示す「C3」系統で熊本交通センター（現・熊本桜町バスターミナル）・熊本駅・田崎車庫（当時）へ一般路線で乗り入れ、黒川・立野・大津・子飼経由熊本線として運行されていたが、後に同系統は全て大津止まりとなり、同時に九州産業交通本体直営から熊北産交（当時）に移管された。さらに高森 - 大津間も2009年9月末に全線廃止となり、これに代わり同年10月からは南阿蘇村よりコミュニティバスのゆるっとバスを受託し運行開始したほか、高森町より高森町民バスの運行も受託している。また蘇陽町エリアの馬見原地区まで運行していたが、2007年に廃止され、山都町コミュニティバスによる輸送へ代替された。
これ以外に、阿蘇くまもと空港を経由して熊本桜町バスターミナル・熊本駅・西部車庫へ向かう快速バス「たかもり号」（熊本営業所との共管）ならびに「たかもり号」の間合いで、「AP 空港リムジン」（九州産交バス高速営業所と共同運行）の運行を担当していた。かつては熊本市から南阿蘇地区および阿蘇・草千里を経由し黒川温泉とを結ぶ九州横断バス（51号・52号）も担当していた。

### 発着路線
当営業所からは直接乗車できなかったが、営業所最寄りの「高森中央」バス停より下記の路線が利用可能であった。

#### コミュニティバス
- 高森町民バス
- ゆるっとバス

#### 快速・特急バス
- たかもり号（高森中央 - 阿蘇くまもと空港 - 熊本桜町BT - 熊本駅 - 西部車庫）
- たかちほ号（熊本駅 - 熊本桜町BT - 阿蘇くまもと空港 - 道の駅あそ望の郷くぎの - 高森中央 - 五ヶ瀬 - 高千穂 - 延岡駅）※九州産交バス高速営業所による運行

「たかもり号」「たかちほ号」ともに、当営業所廃止後の2024年9月より高森駅前に乗り入れ、「高森中央」での乗降を終了している。

## 南郷ライナー
南郷ライナー（なんごうライナー）は、かつて産交バス高森営業所が運行していた熊本県内の快速バスである。2017年4月1日運行開始。同年10月1日より運行ルートが変更された。また、当初は高森中央 - 大津駅（南口）間を結んでいたが、2021年1月3日からは立野駅まで運行区間が短縮された。
2016年に発生した熊本地震の影響により南阿蘇鉄道高森線の大部分が寸断されたことにより、高森線からJR豊肥本線肥後大津駅まで利用する乗客のための代替アクセス手段の役割を果たしていたが、2023年7月15日に最後まで不通となっていた中松 - 立野間が全面復旧し高森線が全線運行再開（うち、朝2便のみ肥後大津駅まで乗り入れ）となり、当便も鉄道代行の役目を終えたため、この日をもって運行を終了した。

### 停車箇所
2017年4月1日 - 9月30日
高森中央 - 高森下町 - 高森湧水トンネル公園入口 - 白川水源入口 - 吉田新町 - 吉田登山線入口 - 中松駅前 - 祇園橋（高森）- 新村（久木野）- JA久木野給油所横 - 摺尾 - 木の香湯温泉入口 - 萌の里・俵山登山口 - 西原役場入口 - 西原台 - 高遊 - 阿蘇くまもと空港 - 大津警察署前 - 大津駅（南口）
- 1日2往復。所要時間は高森 - 大津間で1時間17分。
- 萌の里・俵山登山口 - 大津駅（南口）間は、大津行きは降車のみ、高森行きは乗車のみの扱い（クローズド・ドア）。

2017年10月1日 - 2021年1月2日
高森中央 - 高森下町 - 高森湧水トンネル公園入口 - 白川水源入口 - 吉田新町 - 吉田登山線入口 - 中松駅前 - 祇園橋（高森）- 新村（久木野）- JA久木野給油所横 - 室町公園 - JA長陽給油所横 - 長陽駅入口 - 栃木入口 - 西栃木 - 立野 - 大津駅（南口）
- 1日2往復。所要時間は高森 - 大津間で59分。
- 2018年1月31日までは、高森中央 - 西栃木間、大津行きは乗車のみ、高森行きは降車のみの扱い（クローズド・ドア）。なお、並行してゆるっとバスの白水ルートも大津駅まで運行しており、本路線のクローズド・ドア区間の乗降をカバーしていた。

2021年1月3日 - 2023年7月15日
高森中央 - 高森下町 - 高森湧水トンネル公園入口 - 白川水源入口 - 吉田新町 - 吉田登山線入口 - 中松駅前 - 祇園橋（高森）- 新村（久木野）- JA久木野給油所横 - 室町公園 - JA長陽給油所横 - 長陽駅入口 - 栃木入口 - 西栃木 - 立野 - 立野駅
- 1日2往復。所要時間は高森 - 立野間で40分。
- 並行してコミュニティバスのゆるっとバスも全線高森駅 - 立野駅間を運行していた。

### 乗車券など
SUNQパス（全種類）・くまモンのIC CARDならびに全国10社交通系ICカード・下通り交通券が使用可能。わくわく1dayパス（熊本県内版を含む）は使用不可。

### 使用車両
当初は大型ハイデッカー車両のヒュンダイ・ユニバースが「たかもり号」の間合い運用として共通運用されていたが、2019年頃より日野・リエッセまたは三菱ふそう・ローザなど一般路線用の小型車両による運行に変更されていた。

## 車両

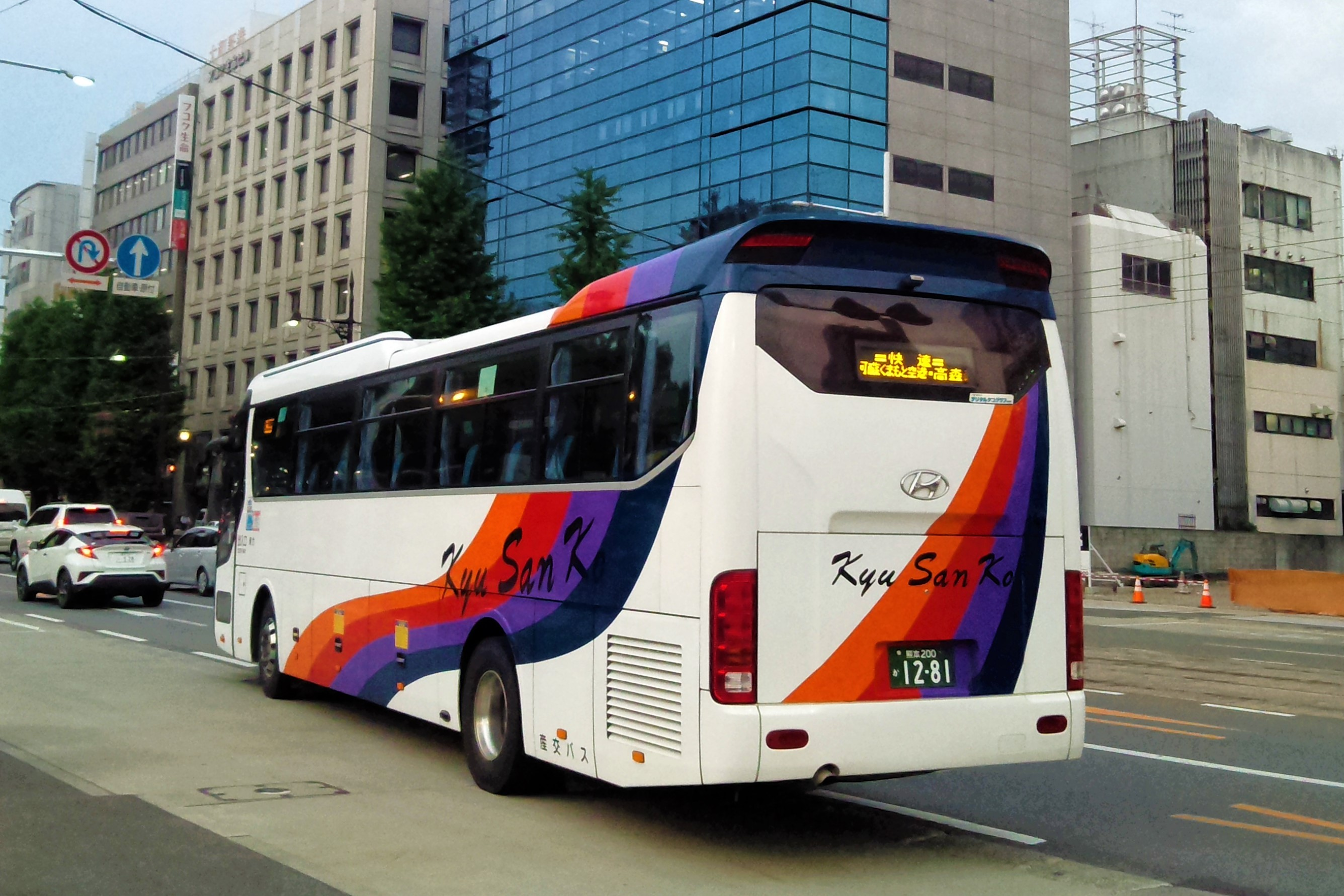
快速「たかもり号」用のヒュンダイ・ユニバース

基本的に国産4メーカーを取り揃える。現在、当営業所の路線は高森町民バスとゆるっとバスの両コミュニティバスのみの運行のため、日野・リエッセや三菱ふそう・ローザなどの小型車両が中心となっている。このほか、「たかもり号」用に一般観光タイプの大型ハイデッカー車両であるヒュンダイ・ユニバースが配属されている。